# أسرة

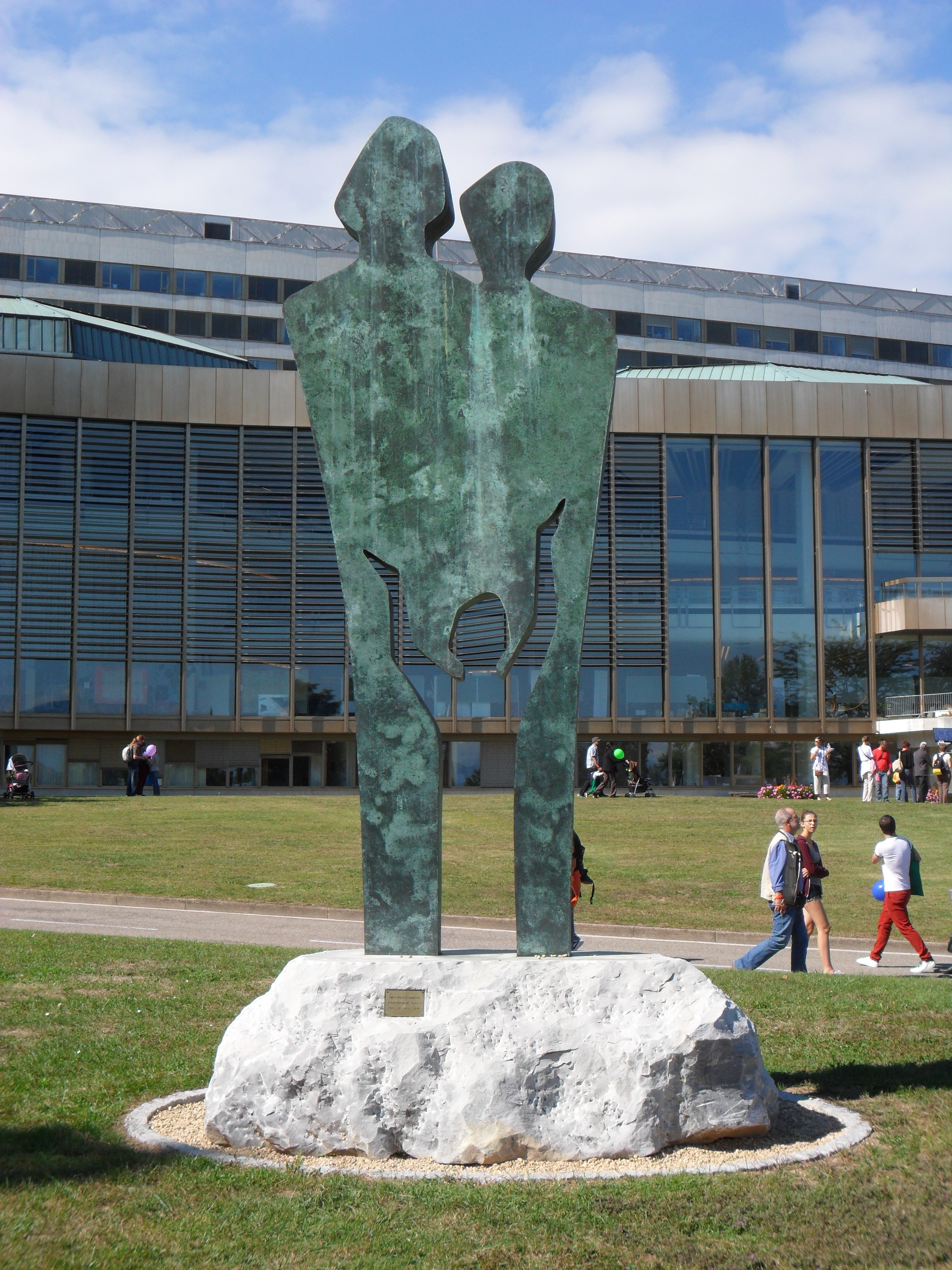
تمثال رمزي للأسرة- أهل يحتضان طفلهما في حديقة قصر الأمم بجنيف

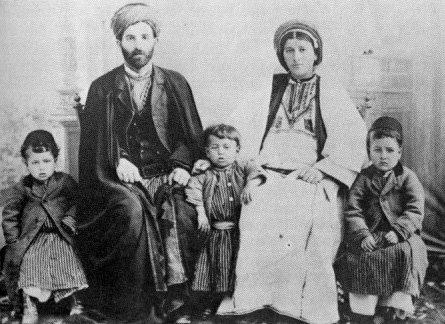
أسرة من رام الله عام 1905م

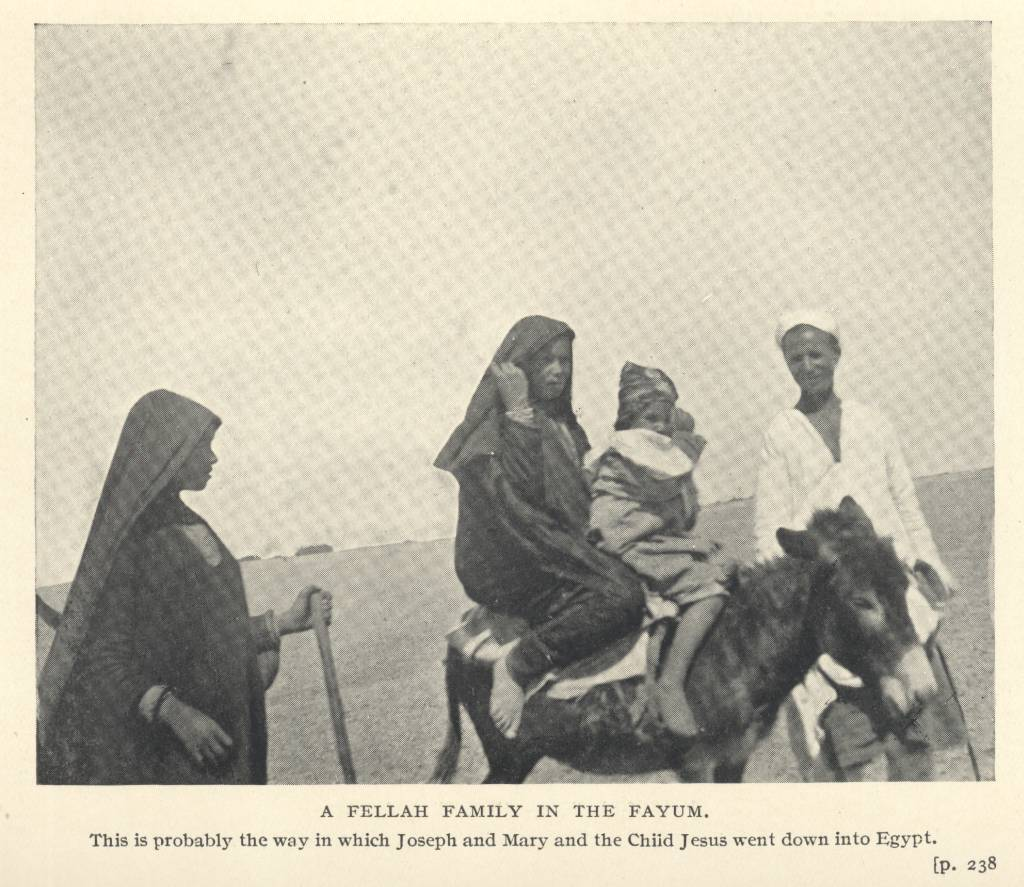
أسرة من فلاحين الفيوم سنة 1911م

في علم الاجتماع، الأسرة (الجمع: أُسُرَات أو أُسْرَات أو أُسَر) أو العائلة (الجمع: عَائِلَات أو عَوَائِل) هي الخلية الأساسية في المجتمع البشري وأهم جماعاته الأولية. تتكون الأسرة من أفراد تربط بينهم صلة القرابة والرحم يعيشون تحت سقف واحد، وتساهم الأسرة في النشاط الاجتماعي في كل جوانبه المادية، الروحية، العقائدية والاقتصادية. للأسرة حقوق مثل: حق الصحة، حق التعلم و حق السكن الأمن، كما للأسرة واجبات مثل: نقل التراث واللغة عبر الأجيال، والوظيفة.[بحاجة لمصدر]

## تسمية
يستنكر الفقيه واللغوي تقي الدين الهلالي في كتاب تقويم اللسانين تعريب مصطلح أسرة وعائلة،
| أسرة | ومن ذلك تعبيرهم عن أهل البيت الواحد (بالأسرة)، وهو من استعمال جهلة المترجمين، ترجموا به لفظ (Family) الإنكليزي وأخيه الفرنسي، وكانوا يترجمون هذا اللفظ من قبل (بعائلة) فعاب ذلك عليهم النقاد، لأن العائلة في اللغة العربية هي المرأة الفقيرة. | أسرة |

بينما يرى آخرون أن «أسرة الرجل» هم عشيرته ورهطه الأدنون، وهم لفظ معروف في كلام العرب، ويستدلون مثلا بمنظومة سعيد بن نبهان الحضرمي في مترادف الألفاظ:

## الأنواع
رغم اعتبار علماء الأنثروبولوجيا الثقافية الغربية وعلماء الاجتماع بدايةً الأسرة والقرابة على أنها ارتباط بصلة «الدم» (استنادًا إلى الأفكار الشائعة في ثقافاتهم الخاصة)، أظهرت الأبحاث اللاحقة أن العديد من المجتمعات تعرف الأسرة من خلال أفكار العيش معًا، وتقاسم الطعام (مثل قرابة الحليب) وتقاسم الرعاية والتربية. يهتم علماء الاجتماع بوظيفة ومكانة أشكال الأسرة في المجتمعات الطبقية (خاصة المجتمعات الرأسمالية).
وفقًا لأعمال العلماء ماكس فيبر، وآلان ماكفارلين، وستيفن أوزمنت، وجاك جودي وبيتر لاسليت، فإن التحول الكبير الذي أدى إلى الزواج الحديث في الديمقراطيات الغربية «دفعه نظام القيم الدينية والثقافية الذي وفرته عناصر من اليهودية، والمسيحية المبكرة، وقانون الكنيسة الرومانية الكاثوليكية والإصلاح البروتستانتي».

تكرس الكثير من الأبحاث الاجتماعية والتاريخية والأنثروبولوجية لفهم هذا التنوع والتغيرات التي تطرأ على الأسرة مع مرور الوقت. يقول ليفيتان:
تغيرت الأزمنة؛ أصبح من المقبول والمحبذ أكثر أن تعمل الأمهات ويقضي الآباء وقتًا أطول في المنزل مع الأطفال. إن الطريقة التي بوازن بها الوالدان الأدوار ستساعد الأطفال على النمو وتعلم دروس حياتية قيمة. هناك أهمية كبيرة للتواصل والمساواة في الأسر لتجنب التوتر المرتبط بالدور.

### الأسرة متعددة الأجيال
تاريخيًا، كان النوع الأكثر شيوعًا من الأسر هو الذي يعيش فيه الأجداد والآباء والأطفال معًا كجماعة واحدة. مثلًا، قد يشمل المنزل مالكي مزرعة، وأحد (أو أكثر) أطفالهم البالغين، وزوج/زوجة الطفل البالغ، وأبناء الطفل البالغ أنفسهم (أحفاد المالكين). لا تتضمن الأسرة أفراد الأسرة الممتدة. أحيانًا، يتضمن هذا النوع الأسر التي تتخطى جيلًا، مثل الأجداد الذين يعيشون مع أحفادهم.
في الولايات المتحدة، تراجعت هذه الترتيبات بعد الحرب العالمية الثانية، ووصلت إلى أدنى مستوى لها في عام 1980، عندما كان حوالي واحد من كل ثمانية أشخاص في الولايات المتحدة يعيش في أسرة متعددة الأجيال. ارتفعت الأعداد منذ ذلك الحين، حيث يعيش واحد من كل خمسة أشخاص في الولايات المتحدة في أسرة متعددة الأجيال في عام 2016. يعود السبب في تزايد الشعبية جزئيًا إلى التغيرات الديموغرافية والتحولات الاقتصادية المرتبطة بجيل الارتداد.
الأسر متعددة الأجيال أقل شيوعًا في كندا، حيث يعيش حوالي 6% من الأفراد في كندا يعيشون في أسر متعددة الأجيال في عام 2016، لكن نسبة الأسر متعددة الأجيال زادت بوتيرة متسارعة، مدفوعة بزيادة عدد الأسر الأصلية والأسر المهاجرة وارتفاع تكاليف الإسكان في بعض المناطق.

### الأسرة الزوجية (الأولية)
يُستخدم مصطلح «الأسرة النووية» غالبًا للإشارة إلى الأسر الزوجية. تشمل الأسرة «الزوجية» فقط الأزواج والأطفال غير المتزوجين الذين لم يبلغوا السن القانوني. يميز بعض علماء الاجتماع بين الأسر الزوجية (التي تكون مستقلة نسبيًا عن أقارب الوالدين وعن الأسر الأخرى بشكل عام) والأسر الأولية (التي تحافظ على روابط قريبة نسبيًا مع الأنسباء).
بدأت هياكل أسرية أخرى -مثل أسرة الربائب، والآباء العزاب، والشراكات المنزلية- في تحدي مفهوم الأسرة الأولية كالوضع الطبيعي.

### الأسرة وحيدة الوالد
تتكون الأسرة ذات الوالد الواحد من والد واحد (الأب أو الأم) مع أطفاله/ا، حيث يكون الوالد أرملًا، أو مطلقًا (ولم يتزوج مرة أخرى)، أو لم يتزوج أبدًا. قد يكون لدى الوالد حضانة كاملة للأطفال، أو قد يكون لدى الوالدين المنفصلين ترتيب حضانة مشتركة حيث يقسم الأطفال وقتهم (ربما بشكل متساوٍ) بين أسرتين مختلفتين ذات والد واحد أو بين أسرة ذات والد واحد وأسرة مدمجة. بالمقارنة مع الحضانة الكاملة، قد تتحسن الحالة البدنية والعقلية والاجتماعية للأطفال من خلال ترتيبات الحضانة المشتركة ومن خلال تمتع الأطفال بوصول أكبر إلى كلا الوالدين.
ارتفع عدد الأسر ذات الوالد الواحد بسبب ارتفاع معدل الطلاق بشكل كبير خلال السنوات 1965-1995، وحوالي نصف الأطفال في الولايات المتحدة سيعيشون في أسرة ذات والد واحد في مرحلة ما قبل بلوغهم سن 18 عامًا. معظم الأسر ذات الوالد الواحد تكون تحت رعاية الأم، لكن عدد الأسر ذات الوالد الواحد التي يرأسها الآباء في تزايد.

### الأسرة المرتكزة على الأم
تتكون الأسرة «الأمومية» من أم وأطفالها. عامةً، هؤلاء الأطفال هم ذريتها البيولوجية، رغم إمكانية كونهم أطفالًا متبنين أيضًا. شيشع هذا النوع من الأسر حين تمتلك النساء الموارد اللازمة لتربية أطفالهن بمفردهن، أو حيث يكون الرجال أكثر حركة من النساء. كتعريف، «تكون الأسرة أو المجموعة المنزلية أمومية عندما ترتكز على امرأة وأطفالها. في هذه الحالة، يكون والد (أو آباء) هؤلاء الأطفال حاضرين بصورة متواترة في حياة المجموعة ويشغلون مكانة ثانوية. ليست والدة الأطفال بالضرورة زوجة لأحد آباء الأطفال». ظهر مصطلح «الأمومية» في غويانا لكنه يُعرف بشكل مختلف في دول أخرى. بالنسبة لعائلات مجموعة «نايار»، يكون الرجل هو «المركز» أو رأس الأسرة، سواء كان الأب أو الأخ أو زوج الأم، بدلًا من الأم.

### الأسرة الممتدة
يشيع مصطلح «الأسرة الممتدة» أيضًا، خاصة في الولايات المتحدة. لهذا المصطلح معنيان مميزان:
1. يستخدم مرادفًا «للأسر القرابية» (أي القرابة، من نفس الدم).
2. في المجتمعات التي تهيمن فيها الأسرة الزوجية، يشير إلى «الأقارب» (شبكة من الأقارب تتمحور حول الشخص وتمتد إلى ما بعد المجموعة المنزلية) الذين لا ينتمون إلى الأسرة الزوجية.

تشير هذه الأنواع إلى الهياكل المثالية أو النموذجية الموجودة في مجتمعات معينة. يمكن لأي مجتمع تبيان بعض التنوع في التكوين الفعلي وتصوّر الأسر.
تاريخيًا، كانت الأسر الممتدة هي الوحدة الأسرية الأساسية في الثقافة الكاثوليكية والدول (مثل جنوب أوروبا وأمريكا اللاتينية)، وفي الدول الآسيوية والشرق أوسطية والأرثوذكسية الشرقية.

### الأسرة المختارة
مصطلح «الأسرةالمختارة»، الذي يُشار إليه أحيانًا أيضًا باسم «الأسرة المكتشفة»، شائع داخل مجتمع المثليين والمثليات والمتحولين جنسيًا، والمحاربين القدامى، والأفراد الذين عانوا من الإساءة، وأولئك الذين لا يتواصلون مع والديهم البيولوجيين. يشير هذا المصطلح إلى مجموعة الأشخاص في حياة الفرد يلبون الدور التقليدي للأسرة كنظام دعم. يميز المصطلح بين «الأسرة الأصل» (الأسرة البيولوجية أو التي نشأ فيها الأفراد) وأولئك الذين يتولون بفاعلية هذا الدور المثالي.
قد تشمل الأسرة المختارة أو لا تشمل بعض أو جميع أعضاء الأسرة الأصلية. لا تتبع هذه الأسرة الهيكل الأسري «العادي» مثل وجود أب وأم وأطفال. هذه الأسرة هي مجموعة من الأشخاص الذين يعتمدون على بعضهم البعض كما تفعل الأسرة الأصلية. ينبع هذا المصطلح من حقيقة أن العديد من أفراد مجتمع المثليين والمثليات والمتحولين جنسيًا، عند إعلان هويتهم، يواجهون الرفض أو العار من الأسر التي نشأوا فيها. يُستخدم مصطلح الأسرة المختارة أيضًا من قبل الأفراد في مجتمعات الخطوات الاثني عشر، الذين يخلقون روابط «عائلية» وثيقة خلال عملية التعافي.
بوصفها نظامًا أسريًا، تواجه الأسر المختارة قضايا فريدة. بدون ضمانات قانونية، قد تصارع الأسر المختارة عندما تفشل المؤسسات الطبية أو التعليمية أو الحكومية في الاعتراف بشرعيتها. في حال نبذ أفراد الأسرة المختارة من قبل أسرهم الأصلية، فقد يعانون من حزن بديل، أو غضب منزاح، أو الفقدان، أو التعلق القلق تجاه أسرتهم الجديدة.

## تعريفات الأسرة

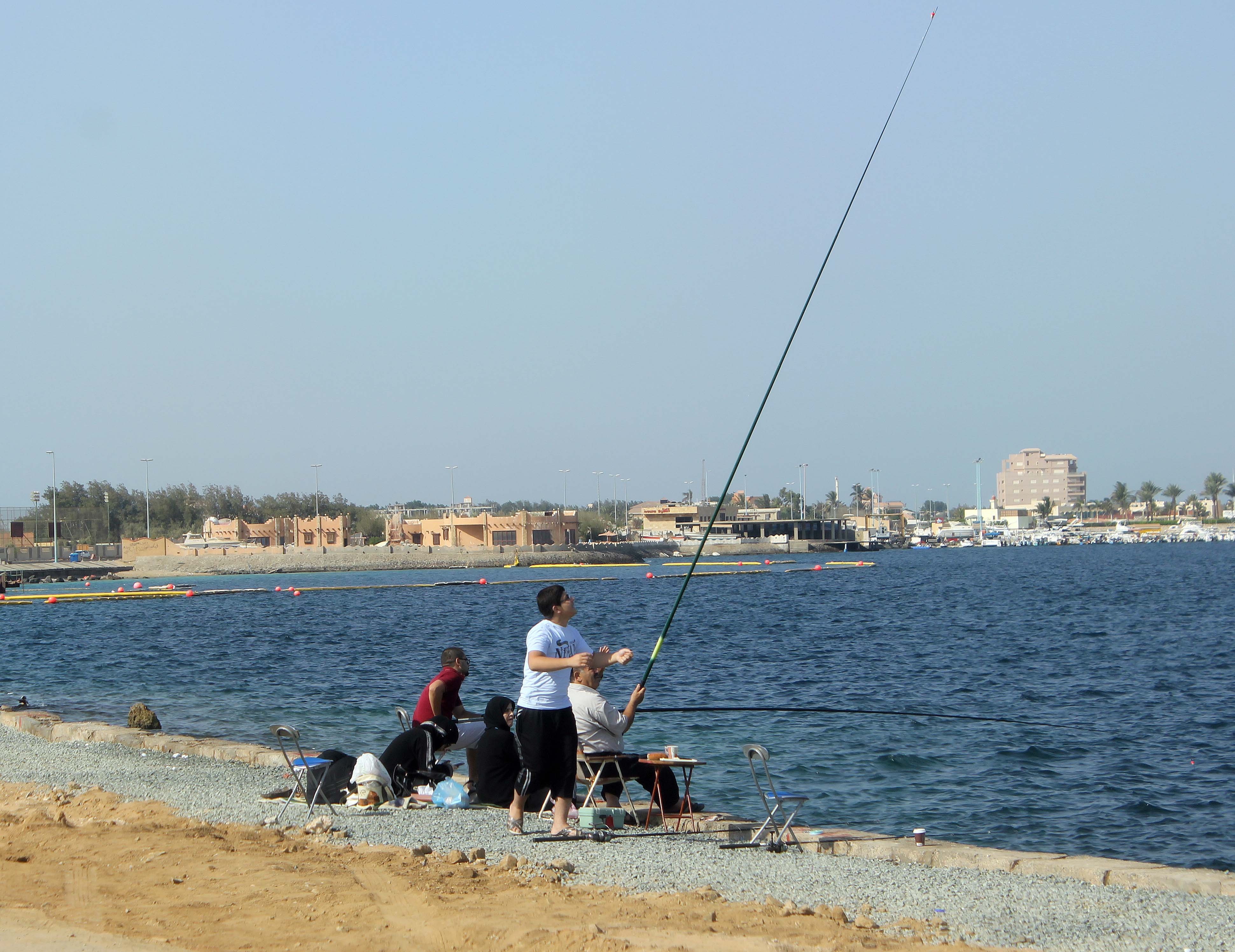
أسرة في جدة تمارس هواية صيد السمك بمناسبة عيد الأضحى

تعددت أراء العلماء في تعريف الأسرة، فمنهم من عرفها كجماعة اجتماعية وكنظام اجتماعي:
- تعريف مصطفى الخشاب: الأسرة هي الجماعة الإنسانية التنظيمية المكلفة بواجب استقرار وتطور المجتمع
- تعريف كولي: الأسر هي الجماعات التي تؤثر على نمو الأفراد وأخلاقهم منذ المراحل الأولى من العمر وحتى يستقل الإنسان بشخصيته ويصبح مسؤولاً عن نفسه وعضواً فعالاً في المجتمع
- تعريف بل وفوجل: الأسرة هي وحدة بنائية، تتكون من رجل وامرأة يرتبطان بطريقة منظمة اجتماعية مع أطفالهم ارتباطاً بيولوجياً أو بالتبني
- تعريف ميردوك: الأسرة هي جماعة اجتماعية تتسم بمكان إقامة مشترك، وقد تتعرض إلى مشاكل اقتصادية ووظيفة تكاثرية تمد المجتمع بأفراد لهم بصمات واعدة على ترابها
- تعريف هارولد كريستنس: الأسرة هي مجموعة من المكانات والأدوار المكتسبة من خلال الزواج
- تعريف بوجاردس: الأسرة هي جماعة اجتماعية صغيرة، تتكون عادة من الأب والأم وواحد أو أكثر من الأطفال، يتبادلون الحب ويتقاسمون المسؤولية، وتقوم بتربية الأطفال حتى يمكنهم من القيام بتوجيههم وضبطهم ليصبحوا أشخاص يتصرفون بطريقة اجتماعية.
- تعريف ديفز: الأسرة هي جماعة من الأشخاص الذين تقوم العلاقات بين كل منهم والآخر، على أساس قرابة الدم، ويكون كل منهم بناء على ذلك كأنه جزء من الآخر.
- تعريف رينيه كوينج: الأسرة هي جماعة من نوع خاص، يرتبط أفرادها بعلاقة الشعور الواحد المترابط والتعاون والمساعدة المتبادلة، ويسهم أفراد واعين أصحاء في بنائها وتطويرها وإخراجها للمجتمع.
- تعريف أرنست بيرجس: الأسرة هي مجموعة من الأشخاص ارتبطوا بروابط الزواج أو الدم أو التبني، مكونين الحياة الاجتماعية كل مع الأخر، ولكل من أفرادها دور اجتماعية خاصة به، ولهم ثقافة مشتركة ومميزة.
- تعريف أوجبرن ونيكوف: الأسرة هي رابطة اجتماعية صغيرة، تتكون من زوج وزوجة وأطفالهم أو بدون أطفال، أو زوج بمفرده مع أطفاله أو زوجة بمفردها مع أطفالها
- تعريف قاموس الاجتماع: الأسرة هي جماعة بيولوجية نظامية تتكون من رجل وامرأة يقوم بينهما روابط زواجية .[20]

## أشكال الأسرة
راجع أيضا: أسرة منتشرة، أبوة مسؤولة.
تنقسم الأسرة إلى قسمين:
- الأسرة النواة أو الأسرة المصغّرة: تتكون من زوج وزوجة والأولاد.
- الأسرة الممتدة: تتكون من جد وجدة والأولاد والأحفاد.

### الأسرة النواة
هي الأسرة المكونة من الزوجين وأطفالهما وتتسم بسمات الجماعة الأولية، وهي النمط الشائع في معظم الدول الأجنبية وتقل في أغلب الدول العربية، وتتسم الوحدة الأسرية بقوة العلاقات الاجتماعية بين أفراد الأسرة بسبب صغر حجمها، كذلك بالاستقلالية في المسكن والدخل عن الأهل، وهي تعتبر وحدة اجتماعية مستمرة لفترة مؤقتة كجماعة اجتماعية، حيث تتكون من جيلين فقط وتنتهى بانفصال الأبناء ووفاة الوالدين، وتتسم بالطابع الفردي في الحياة الاجتماعية.

### الأسرة الممتدة
هي الأسرة التي تقوم على عدة وحدات أسرية تجمعها الإقامة المشتركة والقرابة الدموية، وهي النمط الشائع قديماً في المجتمع ولكنها منتشرة في المجتمع الريفي، بسبب انهيار أهميتها في المجتمع نتيجة تحوله من الزراعة إلى الصناعة،
وتتنوع إلى أسرة ممتدة بسيطة تضم الأجداد والزوجين والأبناء وزوجاتهم، وأسرة ممتدة مركبة تضم الأجداد والزوجين والأبناء وزوجاتهم والأحفاد والأصهار والأعمام،
وهي تعتبر وحدة اجتماعية مستمرة لما لا نهاية حيث تتكون من 3 أجيال وأكثر، وتتسم بمراقبة أنماط سلوك أفراد الأسرة والتزامهم بالقيم الثقافية للمجتمع، وتعد وحدة اقتصادية متعاونة يرأسها مؤسس الأسرة، ويكتسب أفرادها الشعور بالأمن بسبب زيادة العلاقات الاجتماعية بين أفراد الأسرة.

### الأسرة المشتركة
هي الأسرة التي تقوم على عدة وحدات أسرية ترتبط من خلال خط الأب أو الأم أو الأخ والأخت، وتجمعهم الإقامة المشتركة والالتزامات الاجتماعية والاقتصادية

### الأسرة الاستبدادية والأسرة الديمقراطية
ينتشر نمط الأسرة الديمقراطية في المجتمعات المتقدمة والصناعية، وهي أسرة تقوم على أساس المساواة والتفاهم بين الزوجين، فلا يتمتع أحد الزوجين بسلطة خاصة على الأخر. أما الأسرة الاستبدادية فتقوم على سيطرة الأب على الأسرة واعتباره مركز السلطة المطلقة داخل الأسرة، ولا تمتلك الزوجة شخصيتها الاجتماعية أو القانونية.

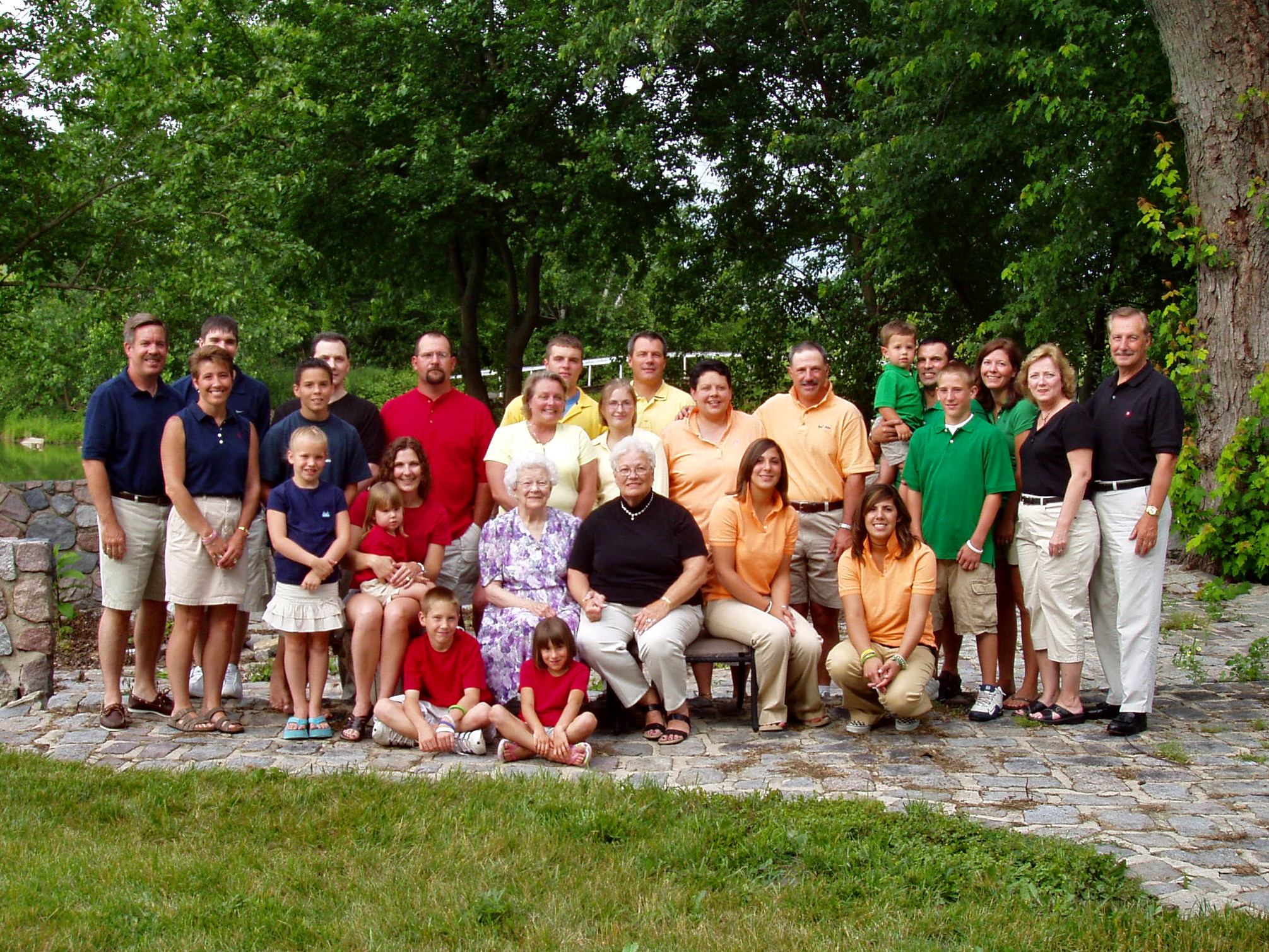
العائلة

## العائلة
العائلة هي الأسرة التي تقوم على عدة وحدات أسرية لا تجمعهم الإقامة المشتركة ولكن رابطة الدم والمصالح المشتركة والزيارات المستمرة في المناسبات وغيرها.

## وظائف الأسرة
اتسمت الأسرة قديماً بالقيام بكل الوظائف المرتبطة بالحياة، واتسمت بتحقيق وظائفها بالشكل الذي يلائم العصر الذي تنتمى إليه، حيث اختلفت وتطورت وظائف الأسرة نتيجة تطور العصور التي أثرت في طبيعة تلك الوظائف وكيفية ووسائل قيام الأسرة بها، ولكن لم يختلف الهدف من تلك الوظائف بالرغم من تعرضها للتطور والذي يتمثل في تكوين الشخصية المتزنة انفعالياً والقادرة على التكيف مع متطلبات الحياة الاجتماعية.
- الوظيفة البيولوجية: وتتمثل في توفير الرعاية الصحية والجسدية للأطفال في الأسرة وتوفير الغذاء الصحي والمسكن الصحي للأفراد في العائلة لينعم الأبناء والآباء بجسم سليم وعقل سليم.
- الوظيفة الاقتصادية: عرف عن الأسرة قديماً بالاكتفاء الذاتي وإنتاج ما تحتاجه، وما تزال الأسرة حالياً تشارك في عمليات الإنتاج من خلال أفراد الأسرة، فتمد الأسرة مجالات العمل والمصانع بالأيدى العاملة وبالتعاون.
- الوظيفة الاجتماعية
- الوظيفة الثقافية
- الوظيفة النفسية: هي أن توفر الأسرة للأبناء الراحة النفسية بتوفير الحب والحنان والأمن والسلام بحيث يعيش الأبناء في جو من الهدوء دون توتر أو قلق من أي خطر قد يحيط بهم
- الوظيفة الدينية والأخلاقية: هي أن يقدم الآباء لأبنائهم الخبرات الكافية عن دينهم وعن تعاليمه وعن كل ما يؤدي بهم إلى ان يكونوا أبناء صالحين يتحلون بالأخلاق الدينية دون إغفال حقهم بعيشة كريمة في هذه الحياة.
- الوظيفة السياسية
- الوظيفة التعليمية
- الوظيفة الاقتصادية : و هي من أهم العوامل لاستقرار الاسرة فكلما كانت حالة الاسرة الاقتصادية جيدة كلما كان هناك شعور بالرضا بين اضلع المثاث للاسرة ( الاب، الام، الأبناء )
- الوظيفية الاخلاقية : عندما تغيب الاخلاق كل الوظائف تذهب ادراج الرياح فمن هذه الوظيفية تعليم الأبناء احترام اسم الاسرة واحترام السن (نوقر كبيرنا ونرحم صغيرنا ) وكذلك احترام المرأة كأم وأخت وزوجة وأبنة وتعليم الأبناء الصدق والامناء وعدم إخلاف الوعد وتجنب النفاق وعدم انكار فضل الوالدين وعدم الاعتداء على حقوق افراد الاسرة، ،
- الوظيفة الإيمانية: وهي أهم وظيفة للأسرة في حماية هويتها وخصوصياتها، وتميزاتها في المجتمع المفتوح، حتى يعمل كل فرد من كل أسرة في بيان خصوصياته الدينية والعقدية، وهذه الوظيفة من أساسيات البناء في الأسرة لضمان استمرارية الأجيال وتعاقبها في هوياتها، ومن فوائد هذه الوظيفة في المجتمع، تمكين أفراد المجتمع في التعايش الحقيقي بين أفراده على ما هم عليه حقيقة، لا أن تغطى كل تلك الانتماءات العقدية والدينية فيكون التعايش بينهم مزيف، ومن اكتشف حقيقة نفسه أو أراد معرفته في سن متأخرة يصدم بحقائق أولئك الأفراد الذين كان يعرفهم، وربما أدى ذلك إلى التنافر.

### حقوق الأسرة
حقوق الأسرة في المجتمع تكون على النحو التالي:
- تأمين يسر المعيشة من الجهة المادية
- حفظ الأمن، وهذه الحق تكلفله وزارة الداخلية في الدولة
- تعليم الأبناء، ولذلك فإن على الحكومة إنشاء المدارس والجامعات والمعاهد

## دور الأسرة في المجتمع
الأسرة باعتبارها الخلية الأساسية في المجتمع، تعكس ما يتصف به من حركية ومن تماسك أو تفكك؛ ومن قوة أو ضعف ومن تقدم أو تخلف فالأسرة هي تلك التي تمد المجتمع بمختلف الفئات النشيطة فهي تؤثر فيه وتتأثر به فبصلاحها يصلح المجتمع وبفسادها يفسد.

## العلاقة بين أفراد الأسرة
تعتمد الأسرة في حياتها على الترابط والتكافل وحسن المعاشرة والتربية الحسنة، وحسن الخلق ونبذ الآفات الاجتماعية؛ وهي تلك التي تبنى على التكافل القائم على أساس من التماسك والتناصر بين أفراد الأسرة الواحدة وهذا يدل على تفاهم أفراد الأسرة.

## أسباب اختلال الأسرة
من أسباب اختلال نظام الأسرة الخلافات والمشاكل التي تقوم بين الزوجين ويستحيل معالجتها، فباختلال نظام الحياة الأسرية يغيب الإستقرار والمودة، ويسود العنف والقهر والطلاق، فتتفكك الأسرة ويتشرد الأطفال.